# Xã Highpoint, Quận Ness, Kansas
Xã Highpoint (tiếng Anh: Highpoint Township) là một xã thuộc quận Ness, tiểu bang Kansas, Hoa Kỳ. Năm 2010, dân số của xã này là 64 người.